# 皮埃爾路易吉·卡西拉吉
皮埃爾路易吉·卡西拉吉（Pierluigi Casiraghi ）是一位意大利的前職業足球運動員，在球員時代擔當前鋒。退役後成為教練。

## 球員生涯

#### 蒙扎
卡西拉吉出生在意大利倫巴第大區的城市蒙扎，於家鄉開始其職業球員生涯。時為1985年，效力球會為丙組之蒙扎。在1988年卡西拉奇協助球會升上乙組。因而於1989年獲尤文圖斯賞識，被收歸旗下。

#### 尤文圖斯
在尤文圖斯卡沙拉奇越踢越出色，舉例在1990-91年球季於24場正選聯賽中入8球。與此同時他還贏得兩屆歐洲足協盃(1990、1993)，以及一個意大利盃(1990)。也就在這時，他獲得第一次出戰國家隊之機會。

#### 拉齊奧
1993年他由尤文圖斯轉會拉齊奧。首幾季他仍取得了正選位置，確保了出席1994年世界盃之機會。其中比較成功的球季為1996-97年，在28場聯賽正選中入14球。然而在效力的第五個球季，他失去了正選，因此決定外流。

#### 切爾西
1998年5月獲英超車路士邀請加入該會，轉會費是540萬英鎊。然而在車路士他並沒有取得任何成就。首季僅踢了幾場正選，就在一次對韋斯咸聯賽中弄傷十字韌帶。此次屬嚴重受傷，也因此曾做過十次手術。然而都無法恢復狀態，終於在2002年3月與俱樂部解除合約，黯然退役。

## 執教生涯
退役後卡西拉吉於2002年回到家鄉球隊蒙扎執教，惟只教了一年。至2006年成為了意大利U21代表隊的教練。
2014年，他在卡利亚里担任助理領隊。卡西拉吉是蘇拿在伯明翰城的助手，直到蘇拿在2017年辞职。